# Реакция Байера — Виллигера
Реакция Байера — Виллигера (окисление по Байеру — Виллигеру, перегруппировка Байера-Виллигера) - окисление кетонов до сложных эфиров или лактонов (в случае циклических кетонов) под действием пероксида водорода или надкислот в присутствии кислот. альдегидов в условиях реакции образуют карбоновые кислоты.

## Механизм реакции
На первой стадии происходит протонирование кислорода карбонила кетона, что повышает электрофильность углерода группы, после чего следует нуклеофильное присоединение кислорода пероксигруппы надкислоты к углероду карбонила, в результате чего образуется пероксидный интермедиат. В пероксидном интермедиате один из радикалов кетона по согласованному механизму мигрирует на кислород пероксидной группы с отщеплением кислотного аниона, входившего в состав надкислоты,, эта стадия является лимитирующей скорость реакции. Образующийся в результате перегруппировки карбокатион отщепляет протон от кислорода с образованием сложного эфира.